# シルヴェスター・ウィーヴァー
シルヴェスター・ウィーヴァー（Sylvester Weaver、1897年7月25日 – 1960年4月4日）は、アメリカ合衆国のブルース・ギタリストであり、カントリー・ブルースの草分けの一人とされている。
彼はウォルター・ウィーヴァーとマティ（旧姓エンバースまたはエンブリー）・ウィーヴァーの息子である。1900年の国勢調査およびケンタッキー州での死亡証明書によれば、ウォルター・ウィーヴァーはミシシッピ州ポート・ギブソンの出身である。この地域はアフリカ系アメリカ人の労働力に支えられた綿花生産で知られており、彼が後に移住したルイビルとあわせて、ミシシッピ・デルタのブルース伝統が継承された。ウィーヴァーの演奏スタイルは、その伝統に基づいて築かれた可能性が高い。

## 生涯
ウィーヴァーは1923年10月24日頃、ニューヨーク市でブルース歌手サラ・マーティンとともに「Longing for Daddy Blues」と「I've Got to Go and Leave My Daddy Behind」を録音した。その2週間後には、ソロとして「Guitar Blues」と「Guitar Rag」を録音し、これはブルース・ギターによる最初のインストゥルメンタル作品とされる。これらの音源はオーケー・レコードからリリースされた。録音されたカントリー・ブルースとしての最初の例であり、ボトルネック・スタイルのスライドギター演奏としても初めての記録とされている。「Guitar Rag」はギットジョーで演奏されたブルースの古典であり、1930年代にはボブ・ウィルズ＆テキサス・プレイボーイズによって「Steel Guitar Rag」としてカバーされ、カントリー音楽のスタンダードになった。
ルイビル市の住民録（1916年〜1930年）によると、ウィーヴァーは両親とともにスモークタウン地区に居住し、音楽活動の傍ら、様々な労働職に従事していた。記録によれば、彼はポーター（1916–1920年）、梱包作業員（1925年）、アパートの用務員（1928年）、運転手（1930年）として働いていた。1938年の記録には、彼が両親と同居していたことが記されており、大恐慌期の経済的困窮を示唆している。1949年までには、彼と妻ドロシーはチェロキー・パーク近くの地区へ転居し、地下アパートに暮らしていたとされる。この移転時期はシェパード・スクエア住宅プロジェクトの建設と重なっており、彼らが立ち退きを余儀なくされた可能性もある。
ウィーヴァーは1927年11月までに、サラ・マーティンとの共演を含む約50曲を録音した。1927年には、ウォルター・ビーズリーや歌手ヘレン・ヒュームズとの録音も残っている。彼はナイフをスライドとして使用するボトルネック奏法を得意とし、その演奏は当時としては画期的だった。録音は商業的に成功したが、彼は1927年に引退し、以後はルイビルで暮らした。1960年4月4日、舌の癌により死去した。1950年代以降、カントリー・ブルースへの再評価が進んだが、ウィーヴァー自身はほとんど忘れ去られていた。
彼の全録音を収めたCD2枚組が1992年にリリースされた。同年、ケンタッキアナ・ブルース協会の尽力により、それまで無印だった彼の墓に墓石が設置された。1989年以降、同協会は「シルヴェスター・ウィーヴァー賞」を設け、ブルース音楽に貢献した人物を顕彰している。

## コンピレーション・アルバム
- Complete Recorded Works Vol. 1 (1923–1927)（1992年、Document Records）
- Complete Recorded Works Vol. 2 (1927)（1992年、Document Records）